# Coenonympha polydama
Coenonympha polydama är en fjärilsart. Coenonympha polydama ingår i släktet Coenonympha och familjen praktfjärilar. Inga underarter finns listade i Catalogue of Life.